# San Isidro (Tiraque)
San Isidro ist eine Ortschaft im Departamento Cochabamba im Tiefland des südamerikanischen Andenstaates Bolivien.

## Lage im Nahraum
San Isidro ist die viertgrößte Ortschaft in der Provinz Tiraque in dem im Jahr 2009 neu geschaffenen Municipio Shinahota. Die Ortschaft liegt auf einer Höhe von 257 m neun Kilometer westlich der Stadt Shinahota zwischen dem Río Vinchuta und dem Río Chapare.

## Geographie
San Isidro liegt im bolivianischen Tiefland am nordöstlichen Rand der Anden-Gebirgskette der Cordillera Oriental in den bolivianischen Yungas.
Die mittlere Durchschnittstemperatur der Region liegt bei 27 °C (siehe Klimadiagramm Villa Tunari) und schwankt nur unwesentlich zwischen 23 °C im Juni und Juli und knapp 29 °C von November bis Februar. Das Klima ist ganzjährig humid, der Jahresniederschlag beträgt etwa 2300 mm. Das Niederschlagsmaximum liegt in den Sommermonaten Dezember und Januar mit über 300 mm, weniger feucht sind die Wintermonate von Juni bis September mit jeweils 60 bis 100 mm Niederschlag.

## Verkehrsnetz
Südwestlich von San Isidro in einer Entfernung von 176 Straßenkilometern liegt Cochabamba, die Hauptstadt des Departamentos.
Durch Cochabamba führt die 1657 km lange Nationalstraße Ruta 4, die ganz im Westen an der chilenischen Grenze bei Tambo Quemado beginnt und quer über den Altiplano und über Cochabamba nach Villa Tunari am Fuß der Kordillere führt. Von Villa Tunari sind es 22 Kilometer bis Shinahota und noch einmal zehn Kilometer bis zur Nachbarstadt Chimoré. Die Ruta 4 führt dann weiter bis zur Tiefland-Metropole Santa Cruz und endet schließlich im südöstlichen Teil des Landes an der Grenze zu Brasilien bei der Stadt Puerto Quijarro. Nach Überquerung der Brücke über den Río Chapare kurz hinter Villa Tunari sind es auf der Ruta 4 sechs Kilometer bis Ibuelo und weitere vier Kilometer bis San Isidro.

## Bevölkerung
Die Einwohnerzahl der Ortschaft ist in dem Jahrzehnt zwischen den beiden letzten Volkszählungen um zwei Drittel angestiegen:
| Jahr | Einwohner         | Quelle       |
| ---- | ----------------- | ------------ |
| 1992 | keine Detaildaten | Volkszählung |
| 2001 | 380               | Volkszählung |
| 2012 | 654               | Volkszählung |
| 2024 |                   | Volkszählung |

Die Region weist einen hohen Anteil an Quechua-Bevölkerung auf, in der Provinz Tiraque sprechen 92,7 Prozent der Bevölkerung Quechua.